# Younger (série télévisée)
Younger est une série télévisée américaine créée par Darren Star en 84 épisodes de 22 minutes qui a été diffusée entre le 31 mars 2015 et le 4 septembre 2019 sur la chaîne TV Land pour les six premières saisons, puis sa dernière saison sur Paramount+ du 15 avril au 10 juin 2021. Au Canada, elle a été diffusée du 7 avril 2015 au 23 juin 2015 sur M3 pour la première saison puis sur E! Canada du 1er février 2016 au 18 avril 2016 dès la deuxième saison puis sur CTV 2 pour la troisième saison jusqu’à la sixième saison.
Elle est basée du roman Younger de l'écrivaine Pamela Redmond Satran.
En France, cette série est diffusée depuis le 18 octobre 2016 sur Téva,, et en clair sur 6ter à partir du 21 octobre 2019. Au Québec elle est diffusée depuis le 12 janvier 2017 sur Max. En Belgique, elle est diffusée sur Plug RTL.

## Synopsis
À 40 ans, Liza est une mère récemment divorcée, qui doit se mettre à la recherche d'un emploi. Mais à son âge, les choses ne sont pas aussi faciles. À la suite d'une rencontre avec Josh, un jeune homme qui la prend pour une femme de moins de trente ans, elle décide avec l'aide de sa meilleure amie Maggie de rajeunir son look, et de faire croire qu'elle a 26 ans. Elle décroche alors un job dans une maison d'édition, où elle devient l'assistante de Diana et la collègue de Kelsey.

## Distribution

### Acteurs principaux
- Sutton Foster (VF : Véronique Desmadryl) : Liza Miller
- Debi Mazar (VF : Vanina Pradier) : Maggie Amato
- Miriam Shor (VF : Ivana Coppola) : Diana Trout (principale saisons 1 à 6, récurrente saison 7)[8]
- Nico Tortorella (VF : Donald Reignoux) : Josh
- Hilary Duff (VF : Julie Turin) : Kelsey Peters
- Molly Bernard (VF : Edwige Lemoine) : Lauren Heller (récurrente saison 1, principale depuis la saison 2)
- Peter Hermann (VF : Constantin Pappas) : Charles Brooks (récurrent saison 1, principal depuis la saison 2)
- Charles Michael Davis (VF : Namakan Koné) : Zane Anders (récurrent saisons 4 et 7, principal saisons 5 et 6)

### Acteurs récurrents
| Introduits dans la première saison : - Tessa Albertson (VF : Barbara Beretta) : Caitlin Miller (saisons 1 à 7) - Dan Amboyer (VF : Anatole de Bodinat) : Thad Weber (saisons 1 et 2) - Jon Gabrus (en) (VF : Alexandre Nguyen) : Gabe (saisons 1 et 2) - Paul Fitzgerald (VF : Guillaume Lebon) : David Taylor (saison 1, invité saisons 2, 3 et 5) - Thorbjørn Harr (VF : Jérémy Prévost) : Anton Bjonberg (saison 1) - Delphina Belle (VF : Maïa Michaud) : Nicole Brooks (invitée depuis la saison 1) - Jeté Laurence (VF : Kaycie Chase) : Bianca Brooks (invitée depuis la saison 1) - Jake Choi (VF : Hervé Grull) : Roman (saison 1) - Kathy Najimy (VF : Martine Irzenski) : Denise Heller (saisons 1 et 2, invitée saison 3) - Josh Pais (VF : Nicolas Marié) : Todd Heller (saison 1, invité saisons 2 et 3) - Heidi Armbruster (VF : Anne Massoteau) : Michelle (saison 1 et 2, invitée saison 3) Introduits dans la deuxième saison : - Justine Lupe (VF : Anouck Hautbois) : Jade Winslow (saison 2) - Dan Amboyer (VF : Anatole de Bodinat) : Chad Weber (saison 3, invité saison 2) - Fiona Robert (VF : Claire Baradat) : Emily Burns (saison 3, invitée saisons 2 et 4) - Richard Masur (VF : Antoine Tomé) : Edward L.L. Moore (saison 3, invité saison 2 et 5) - Michael Urie (VF : Damien Witecka) : Redmond (saison 3, invité saisons 2, 4, 6 et 7) - Carly Brooke (VF : Victoria Grosbois) : Becky (saison 3, invitée saison 2) Introduits dans la troisième saison : - Ben Rappaport (VF : Mathias Kozlowski) : Max Horowitz (saisons 3 et 4) - Mather Zickel (en) (VF : Arnaud Arbessier) : Dr Richard Caldwell (saisons 3 et 4) - Jay Wilkison (arz) (VF : David Krüger) : Colin McNichol (saison 3, invité saison 4) - India de Beaufort (VF : Dominique Lelong) : Radha (saison 3) - Noah Robbins (VF : Benjamin Bollen) : Bryce Reiger (saison 3) - Sally Pressman (VF : Armelle Gallaud) : Malkie (saisons 3 et 5) - Grant Shaud (VF : Patrick Borg) : Bob Katz (saisons 4 et 5, invité saison 3) - Chris Tardio (VF : Fabien Jacquelin) : Enzo (saison 5, invité saisons 3, 6 et 7) | Introduits dans la quatrième saison : - Meredith Hagner (en) (VF : Dorothée Pousséo) : Montana Goldberg / Amy (saison 4) - Aasif Mandvi (VF : Marc Saez) : Jay Malick (saison 4) - Burke Moses (en) (VF : Franck Lorrain) : Lachlan Flynn (saison 4) - Jennifer Westfeldt (VF : Anne Dolan) : Pauline Turner-Brooks (saisons 4 et 5) - Phoebe Dynevor (VF : Anaïs Delva) : Clare (saisons 4,5 et 6, invité saison 7) Introduits dans la cinquième saison : - Alanna Masterson (VF : Pamela Ravassard) : Kiara Johnson (saison 5) - Christian Borle (VF : Eilias Changuel) : Don Ridley (saison 5) - Jason Ralph (VF : Damien Boisseau) : Jake Devereux (saison 5) - Michael McKenzie : Luca (saison 5) - Lois Robbins : Penelope (saison 5) - Laura Benanti (VF : Marie-Frédérique Habert) : Quinn Tyler (saisons 5 et 7) Introduits dans la sixième saison : - Annaleigh Ashford (VF : Leslie Lipkins) : Shelly Rozanski (saison 6) Introduits dans la septième saison : - Janeane Garofalo : Cass DeKennessy (saison 7) - Steven Good : Rob Davis (saison 7) |

### Invités
- Jane Krakowski (VF : Véronique Alycia) : Annabelle Bancroft (saison 1, épisode 6)
- Renée Elise Goldsberry (VF : Vanessa Van-Geneugden) : Courtney Ostin (saison 1, épisode 6)
- Viveca Paulin (en) (VF : Dominique Dumont) : Annika Bjornberg (saison 1, épisode 8)
- Donna Lynne Champlin (VF : Vanessa Van-Geneugden) : Lori (saison 1, épisode 9)
- Ana Gasteyer (VF : Brigitte Virtudes) : Meredith Montgomery (saison 1, épisode 10)
- Nadia Dajani (VF : Brigitte Virtudes) : Megyn Vernoff (saison 1, épisode 11)
- Martha Plimpton (VF : Élisabeth Fargeot) : Cheryl Sussman (saison 1, épisode 12; saison 2, épisode 8; saison 5, épisodes 11 et 12)
- E. J. Bonilla (VF : Valentin Merlet) : Hector (saison 2, épisodes 3 et 6)
- Flula Borg (VF : Jean Rieffel) : Dorff (saison 2, épisodes 3 et 6)
- David Wain (VF : Jérôme Pauwels) : Hugh Shirley (saison 2, épisodes 6 et 7)
- Camryn Manheim (VF : Josiane Pinson) : Dr Jane Wray (saison 2, épisode 8; saison 3, épisode 2)
- Matthew Morrison (VF : Xavier Fagnon) : Sebastian (saison 2, épisode 9)
- Ice-T (VF : Thierry Desroses) : lui-même (saison 2, épisode 11)
- Diane Rehm (en) (VF : Caroline Jacquin) : elle-même (saison 2, épisode 11)
- Maddie Corman (VF : Marie-Christine Robert) : Julia Katz (saison 3, épisode 1; saison 4, épisode 10; saison 5, épisode 7)
- Krysta Rodriguez (VF : Diane Dassigny) : Kim (saison 3, épisode 3)
- Kristin Chenoweth (VF : Patricia Legrand) : Marylynne Keller (saison 4, épisode 1)
- Lois Smith (VF : Michèle Bardollet) : Belinda Lacroix (saison 4, épisode 4)
- Victor Webster : Diego (saison 4, épisode 4)
- Michelle Hurd (VF : Juliette Degenne) : Donna (saison 4, épisode 6)
- Alysia Reiner (VF : Armelle Gallaud) : Louise Wexford (saison 4, épisode 10)
- Jesse James Keitel (VF : Antoine Fleury) : Tam (saison 5, épisode 5)
- Gina Gershon (VF : Cléo Anton) : Chrissie Hart (saison 5, épisode 6)
- Tonye Patano (VF : Isabelle Leprince) : Akilah Jeffreis (saison 5, épisode 7)
- Stephanie Szostak (VF : Audrey Sablé) : Dr Sophia Bell (saison 5, épisode 8)
- Nadia Alexander : Fupa Grunhoff (saison 7)
- Kelli Barrett : Kamila (saison 7)
- Ben Rappaport : Max Horowitz (saison 7)
- Jennifer Westfeldt : Pauline Turner-Brooks (saison 7)

- Version française
  - Société de doublage : VF Productions[9]
  - Direction artistique : Cécile Villemagne[9]
  - Adaptation des dialogues : Garance Merley, Erika Lalane & Elise Bernard[9]

 Source et légende : version française (VF) sur RS Doublage et Doublage Séries Database

## Production
Le projet a débuté en août 2013, lorsque TV Land a commandé un pilote.
Le casting a débuté en décembre 2013. Sutton Foster, qui était dans la courte série Bunheads, a décroché le rôle principal. En janvier 2014, Hilary Duff décroche le rôle de Kelsey à la firme qui emploie Liza, suivie quelques jours plus tard de Miriam Shor puis Debi Mazar en février et la production a débuté peu après à New York.
Le 14 avril 2014, TV Land commande la série et prévoit le début de la diffusion pour l'automne 2014.
TV Land annonce que la série sera diffusée le 13 janvier 2015. Mais plus tard, sur les réseaux sociaux, la page officielle de la série annonce qu'elle sera officiellement diffusée le 31 mars 2015.
Le 21 avril 2015, la série a été renouvelée pour une seconde saison de douze épisodes,. Après avoir été récurrente pendant lors de la première saison, Molly Bernard a obtenu le statut de régulière pour la seconde saison. Par la suite, Peter Hermann a aussi été promu à la distribution principale.
Le 6 janvier 2016, la série a été renouvelée pour une troisième saison.
Le 14 juin 2016, la série a été renouvelée pour une quatrième saison.
Le 20 avril 2017, la série a été renouvelée pour une cinquième saison. Fin février 2018, Charles Michael Davis obtient le rôle principal dans la cinquième saison, après avoir été récurrent lors de la quatrième saison.
Le 4 juin 2018, la série a été renouvelée pour une sixième saison. Le 5 septembre 2018, il a été annoncé qu'elle sera diffusée sur Paramount Network, mais revient sur sa décision en avril 2019.
Le 24 juillet 2019, la série est renouvelée pour une septième saison. En septembre 2020, le créateur de la série annonce qu'elle sera la dernière. En février 2021, ViacomCBS déplace la série sur son service Paramount+.

### Fiche technique
- Titre original : Younger
- Création : Darren Star, d'après le roman Younger de Pamela Redmond Satran
- Réalisation : Darren Star
- Scénario : Darren Star, Pamela Redmond Satran
- Direction artistique : Jonathan Arkin
- Costumes : Keia Bounds, Pat Field
- Photographie : Tricia Mears
- Montage : Drew Jiritano
- Casting : Tony Behringer, Joanna Davis et Sabrina Hyman
- Production : Darren Star
- Production exécutive : Keith Cox, Larry W. Jones, Darren Star et Sheridan Thayer
- Société de production : Darren Star Productions Jax Media
- Pays d'origine :  États-Unis
- Langue originale : Anglais
- Format : Couleur
- Genre : Comédie
- Durée : 22 minutes

 Sauf indication contraire, les informations mentionnées dans cette section peuvent être confirmées par la base de données cinématographiques IMDb,  présente dans la section « Liens externes ».

## Épisodes

### Première saison (2015)
1. Nouveau départ (Pilot)
2. Le Mardi topless (Liza Sows Her Oates)
3. En chair et en os (IRL)
4. Que la fête commence ! (The Exes)
5. Ma plus vieille amie (Girl Code)
6. La Garce ! (Shedonism)
7. Fauchée et sans-culotte ! (Broke and Pantyless)
8. Quiproquo (Sk8)
9. Quand le naturel revient au galop (I'm With Stupid)
10. L'Assaut des punaises (The Boy with the Dragon Tattoo)
11. Sexy Mitzvah (Hot Mitzvah)
12. Madame ! (The Old Ma'am and the C)

### Deuxième saison (2016)
Elle a été diffusée du 13 janvier au 23 mars 2016.
1. Namasté (Tattoo You)
2. Territoires inconnus (The Mao Function)
3. Snobe-moi si tu peux (Like a Boss)
4. L'Empiriconda (The Jade Crusade)
5. I Love New Jersey (Jersey, Sure)
6. Le Faux Chapitre (Un-Jaded)
7. À la sauvage (Into the Woods and Out of the Woods)
8. Thérapie (Beyond Therapy)
9. L'amour est dans la ferme (The Good Shepherd)
10. Vive les futurs mariés ! (Bad Romance)
11. Un secret royal (Secrets & Liza)
12. Pas de mariage et un enterrement (No Weddings & a Funeral)

### Troisième saison (2016)
Elle a été diffusée du 28 septembre au 14 décembre 2016.
1. Un baiser de rien du tout (A Kiss Is Just a Kiss)
2. Le Test du marshmallow (The Marshmallow Experiment)
3. Mission sauvetage (Last Days of Books)
4. Alerte rouge (A Night at the Opera)
5. P… comme pigeon (P is for Pancake)
6. L'Auteure anonyme (Me, Myself, and O)
7. Je suis Aubrey Alexis (Ladies Who Lust)
8. Quoi d'neuf docteur ? (What's Up, Dock?)
9. Un vendredi d'été (Summer Friday)
10. Drôles d'oiseaux (Pigeons, Parrots & Storks)
11. Chantage et compagnie (A Book Fair To Remember)
12. Ouvrez les yeux ! (Get Real)

### Quatrième saison (2017)
Elle a été diffusée du 28 juin au 13 septembre 2017.
1. Post-vérité (Post Truth)
2. Vivons heureux, vivons hygge ! (Gettin' Hygge with It)
3. Promenons-nous dans les bois (Forged in Fire)
4. La Mort en rose (In the Pink)
5. Le Cadeau de l'artiste (The Gift of the Maggie)
6. Quelques poils en trop (A Close Shave)
7. Poussée de fièvre (Fever Pitch)
8. Le Cadeau empoisonné (The Gelato and the Pube)
9. Le Pique-nique (The Incident at Pound Ridge)
10. Roman matrimonial (A Novel Marriage)
11. Un seul être vous manque… (It's Love, Actually)
12. Balade irlandaise (Irish Goodbye)

### Cinquième saison (2018)
Elle est diffusée du 5 juin au 28 août 2018 sur TV Land.
1. Fini de jouer (#LizaToo)
2. Comme le Titanic (A Titanic Problem)
3. Le mensonge vous va si bien (The End of the Tour)
4. Le Talentueux Monsieur Ridley (The Talented Mr. Ridley)
5. Liza n'a pas d'âge (Big Little Liza)
6. Sexe, Liza, et rock & roll (Liza, Sex and Rock & Roll)
7. Le Miracle de Noël (A Miracle Christmas)
8. Notre bulle (The Bubble)
9. Le Cri de l'oie (Honk if You're Horny)
10. Pour vivre heureux vivons cachés (Girls on the Side)
11. Solidarité féminine (Fraudlein)
12. Lizabilité (Lizability)

### Sixième saison (2019)
Elle est diffusée du 12 juin 2019 au 4 septembre 2019 sur TV Land.
1. C'est le grand jour ! (Big Day)
2. La Cuvette de l'amour (Flush with Love)
3. Usual suspecte (The Unusual Suspect)
4. Le Visage de Mercury (An Inside Glob)
5. La Troisième Jambe (Stiff Competition)
6. Microdosage (Merger, She Wrote)
7. Talents cachés (Friends with Benefits)
8. Pas si milleniale (The Debu-taunt)
9. La Bonne Attidude (Millennial's Next Top Model)
10. Le Nerf de la guerre (It's All About the Money, Honey)
11. Héroïne digitale (Holding Out for a Shero)
12. L'Esprit de famille (Forever)

### Septième saison (2021)
Elle a été diffusée du 15 avril au 10 juin 2021 sur Paramount+.
1. La demande en mariage (A Decent Proposal)
2. C'est la fin du monde, ma fille (It’s the End of the World, Worm Girl)
3. Retour aux origines (FKA Millennial)
4. Une affaire risquée (Risky Business)
5. La dernière licorne (The Last Unicorn)
6. Le mot interdit (The F Word)
7. La mauvaise éducation d'Henry Cane (The Son Also Rises)
8. La Baronne (The Baroness)
9. Retombées radioactives (Fallout)
10. Inkonvaincu (Inku-baited)
11. La chasse au moustique (Make No Mustique)
12. L'âge de raison (Older)

## Personnages

### Personnages principaux
Liza Miller
Liza, mère célibataire de 40 ans récemment séparée de son mari, emménage chez son amie Maggie à New York et veut revenir dans le milieu du travail. Mais à son âge, il est presque impossible d'en trouver un. Quand elle rencontre Josh, un jeune tatoueur, celui-ci la prend pour une jeune femme de moins de trente ans. Cela donne une idée à Liza : elle décide de se faire passer pour une femme de 26 ans avec l'aide de sa meilleure amie Maggie. Elle se fait alors embaucher par Empirical Press, une maison d'édition, comme assistante de la capricieuse Diana Trout, et devient la collègue puis amie de Kelsey Peters. Elle doit cependant faire attention à ce que personne ne découvre son secret. Elle a vécu 12 ans dans le New Jersey avec son mari David qui l'a quittée pour une femme plus jeune qu'elle, nommée Debby. Leur fille se nomme Caitlin et a 18 ans. Liza est férue de littérature, sa vie de femme au foyer lui ayant permis de lire énormément. On apprend lors de l'épisode I'm with Stupid qu'elle a pris des cours d'italien à l'université. Liza vit avec Maggie dans un loft à Brooklyn.
Maggie Amato
Maggie est une artiste lesbienne âgée de 42 ans, qui est l'une des rares personnes à connaître le secret de Liza. C'est même elle qui l'incite à se faire passer pour une jeune femme de 26 ans, afin de redémarrer sa carrière ainsi que sa vie amoureuse, lorsqu'elle apprend que Josh l'a prise pour bien plus jeune que son âge. Maggie et Liza habitent ensemble dans un loft à Brooklyn, où Maggie a également établi son atelier d'art.
Diana Trout
Diana est la directrice marketing lunatique et autoritaire de la maison d'édition d'Empirical Press, où travaillent Liza et Kelsey. Elle n'est pas très appréciée par ses employés car elle est extrêmement capricieuse. Miriam Shor, l'actrice qui l'incarne, dit d'elle qu'elle est le pire boss que l'on puisse imaginer. Une amitié se crée malgré tout entre elle et Liza au fil des épisodes. Elle est divorcée et est quelque peu envieuse des filles plus jeunes car elle aimerait leur ressembler. Pour paraître plus jeune, elle dit à tout le monde qu'elle à 41 ans au lieu de 43. On apprend dans l'épisode IRL qu'elle est célibataire et inscrite sur un site de rencontre, ce qui s’avérera être un échec. Lors de l'épisode Sk8, elle dit qu'elle a été en couple auparavant avec l'écrivain Philip Roth. Elle tombe sous le charme de Charles, le patron d'Empirical, et lui dit que lorsqu'elle avait une vingtaine d'années, elle était mariée et que son mari l'avait quittée pour une autre. Elle le dit sans doute pour plaire à Charles car celui-ci a vécu la même histoire.
Josh
Josh est un tatoueur de 26 ans qui travaille à Inkburg Tattoo à New York et qui a beaucoup de succès auprès de la gent féminine. Un jour, Josh rencontre Liza dans un bar et la prend pour une femme de son âge. C'est à la suite des paroles de Josh que Maggie et Liza ont l'idée de faire mentir Liza sur son âge... Maggie trouve que Liza et Josh font un superbe couple et qu'elle devrait tenter sa chance avec celui-ci. Ils finissent rapidement par sortir ensemble et tomber amoureux. Lors de l'épisode I'm with Stupid, on apprend qu'il déteste lire mais qu'il lit de temps en temps des mangas japonais. Plus tard, Liza révèle à Kelsey que Josh a été exclu de son université. Lors de l'épisode Hot Mitzvah, Liza lui révèle son secret et celui-ci le prend mal mais finalement lui pardonne. Il est aussi un très bon musicien (il joue de la planche à laver), fume souvent du cannabis et est accro aux jeux vidéo comme ses colocataires Gabe et Roman.
Kelsey Peters
Kelsey est une jeune éditrice de livre qui s'avère être forte et ambitieuse et qui prend Liza sous son aile quand elle commence à travailler pour Empirical Press. Kelsey n'a aucune idée du secret de l'âge réel de Liza. Kelsey a commencé à travailler à Empirical Press immédiatement après avoir eu son diplôme à l'université. Selon Liza, Kelsey est une femme forte au travail mais elle pense que Thad ne la traite pas comme il faut. Même si Kelsey prend Thad pour le copain idéal, elle ne manque pas de le tromper avec le bel écrivain suédois Anton Bjornberg, dont elle est l'éditrice. Lors de l'épisode Sk8, elle révèle à Annika Bjornberg, la femme d'Anton, qu'elle couche avec son mari car celle-ci croyait en effet qu'il s'agissait de Liza. Lors de l'épisode Girl Code, Kelsey a un iPhone 5S mais lors de l'épisode Broke and Pantyless, elle possède un iPhone 6. Kelsey vit chez les parents de Lauren depuis deux ans.
Lauren Heller
Lauren travaille en tant que journaliste pour Hector & Dorf. Elle est très proche de Kelsey, d'ailleurs tous les mardis, elles vont manger une salade pendant la pause de travail. Elle est très ouverte aux gens et est accro aux réseaux sociaux. Elle s'est même mis seins à l'air dans un restaurant pour se faire une photo afin de la mettre plus tard sur Instagram. Par la suite, elle deviendra amie avec Liza et Maggie. Elle ne connait pas non plus le secret de Liza. Lauren est une femme très ouverte et marrante. On apprendra lors de l'épisode Hot Mitzvah, qu'elle est d'origine juive et que son second prénom est Tovah. Elle est la fille de Todd et Denise Heller. Lors de sa Mitzvah, elle embrasse Maggie. Elle devient par la suite sa partenaire régulière.
Charles Brooks
Charles Brooks est le patron de la boîte d'édition Empirical Press. Charles a deux filles qui se nomment Bianca et Nicole. Sa femme l'a quitté pour un autre. Il devient alors très proche de Liza et développe des sentiments pour elle qui ne sont pas réciproques. Diana par contre, semble sous son charme depuis un moment déjà, et ne manque pas de tenter de le séduire sans succès.
Zane Anders
Zane Anders est un éditeur travaillant pour Lachlan Flynn. Très vite, il défie Kelsey pour lui prouver qu'il est le meilleur éditeur. Face à cela, ils commencent à se fréquenter. Peu après, il est embauché par Charles afin de travailler pour Empirical Press aux côtés de Liza, mais surtout de Kelsey.

### Personnages récurrents
Caitlin Miller
Caitlin Miller est la fille de David et Liza Miller, elle a 18 ans. Elle vit mal la séparation de ses parents. Au début de la série, Caitlin est en Inde pour étudier et y rencontre un garçon du nom d'Arjun dont elle tombe sous le charme. Caitlin n'est au courant de rien : elle ne sait ni que sa mère se fait passer pour une jeune femme de 26 ans, ni qu'elle est en couple avec un garçon qui a la moitié de son âge. Bien qu'elle aime l'Inde, elle aimerait beaucoup revenir à New York. Selon elle, sa mère est très protectrice et l'appelle tous les secondes mais trouve qu'elle ne l'appelle plus trop souvent car elle ne cesse de passer son temps avec Josh.
Thad Weber
Ce jeune homme, blond aux yeux bleus, s'avère être le petit ami, puis plus tard le fiancé, de la jeune et belle éditrice Kelsey Peters. Selon Liza, Kelsey est une forte femme qui ne se laisse pas faire mais quand elle est aux côtés de Thad, elle devient faible. Liza pense que cela ne peut plus durer et que Thad devrait faire preuve de plus d'attentions pour Kelsey. Thad ne s'intéresse en aucun cas au travail de Kelsey et la déconcentre à chaque fois qu'elle travaille. Lors de sa première rencontre avec Liza, il lui pose beaucoup de questions et trouve qu'elle est un peu "louche" et n'est pas la personne qu'elle prétend être. Plus tard, il n'a plus de doute sur le compte de Liza et apprend son secret. Il la confronte tandis que celle-ci cherche à lui faire avouer la vérité (il trompe Kelsey avec son assistante) à Kelsey. Au cours de la dispute, Liza part furieusement, et un accident tue Thad.
Anton Bjornberg
Anton Bjornberg est un écrivain suédois marié qui apparaît pour la première fois dans l'épisode IRL. Kelsey est fan de lui et va le voir pour tenter de devenir son éditrice. Anton invite Kelsey dans un bar et ceux-ci finissent par flirter. Kelsey explique qu'elle est fan de lui et qu'elle aime ce qu'il fait. Elle complimente ses livres. Puis elle lui demande de signer un contrat pour Empirical Publishing. Il est le rival de Thad car malgré l'amour qu'elle a pour Thad, elle finit par le tromper avec Anton, ce qui veut aussi dire qu'Anton, aussi, a trompé sa femme. C'est un barbu roux aux yeux bleus.
David Miller
David Miller est le père de Caitlin et l'ex mari de Liza. Il a trompé Liza avec une autre femme qui était plus jeune qu'elle. On comprend au cours des épisodes qu'il avait des problèmes de jeux et d'argent.
Gabe
Gabe est l'ami d'une vingtaine d'années de Josh. Il est également son colocataire avec Roman. Gabe est très immature comme son ami Roman. Ils aiment jouer aux jeux vidéo, se battre pour de faux comme l'on a appris lors de l'épisode Sk8 où Josh a révélé à Liza qu'ils ont cassé la porte de leur chambre en se battant. Gabe et Roman ont été choqués de savoir que la petite-amie de son ami, c'est-à-dire Liza, n'a jamais joué aux jeux vidéo. Il connaît le secret de Liza, comme Roman, depuis la fin de la saison 1.
Roman
Roman est un ami d'une vingtaine d'années de Josh. Il est d'origine asiatique, plus précisément il vient de la Corée. Il est également colocataire avec Gabe et Josh.

## Distinctions
| Année | Prix                                 | Catégorie                                          | Travail nommé | Résultat   |
| ----- | ------------------------------------ | -------------------------------------------------- | ------------- | ---------- |
| 2015  | MTV Fandom Award                     | Meilleur nouveau Fandom                            | Younger       | Nomination |
| 2015  | Teen Choice Awards                   | Meilleure révélation - série                       | Younger       | Nomination |
| 2015  | Online Film & Television Association | Meilleure actrice dans une série comique           | Sutton Foster | Nomination |
| 2015  | Adweek Hot List Television Awards    | Meilleure nouvelle série comique                   | Younger       | Lauréat    |
| 2016  | People's Choice Awards               | Actrice du câble préférée                          | Hilary Duff   | Nomination |
| 2016  | Women's Image Network Awards         | Meilleure actrice dans une série comique           | Sutton Foster | Nomination |
| 2016  | Women's Image Network Awards         | Meilleure série écrite par une femme               | Alison Brown  | Nomination |
| 2016  | MTV Fandom Award                     | Fandom de l'année                                  | Younger       | Nomination |
| 2016  | Hollywood Music in Media Awards      | Meilleure supervision musicale - à la télévision   | Robin Urdang  | Nomination |
| 2017  | People's Choice Awards               | Série comique du câble préférée                    | Younger       | Nomination |
| 2017  | People's Choice Awards               | Actrice du câble préférée                          | Hilary Duff   | Nomination |
| 2017  | Women's Image Network Awards         | Meilleure actrice dans une série comique           | Sutton Foster | Nomination |
| 2017  | Women's Image Network Awards         | Meilleure série comique                            | Younger       | Nomination |
| 2017  | Teen Choice Awards                   | Actrice de l'été - série                           | Hilary Duff   | Nomination |
| 2018  | Critics' Choice Television Awards    | Meilleure actrice dans une série télévisée comique | Sutton Foster | Nomination |